# The Kirna

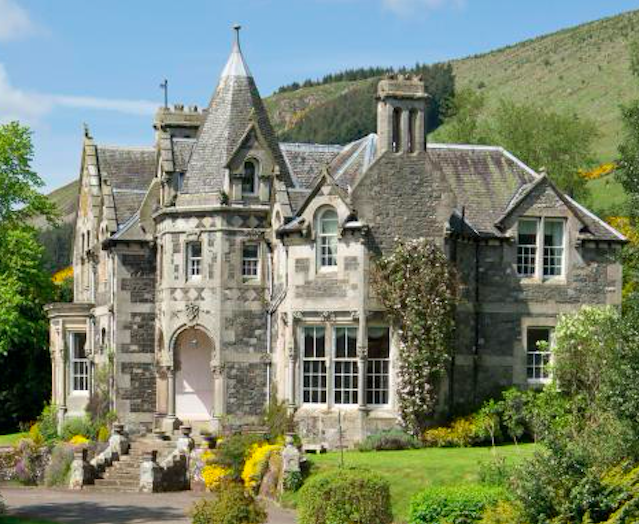
The Kirna (2018)

The Kirna ist eine Villa in der schottischen Ortschaft Walkerburn in der Council Area Scottish Borders. 1985 wurde das Bauwerk in die schottischen Denkmallisten in der höchsten Denkmalkategorie A aufgenommen.

## Geschichte
Der Textilindustrielle Henry Ballantyne betrieb in der Umgebung verschiedene Textilmühlen. Im 19. Jahrhundert gründete er die Ortschaft Walkerburn. Mit seinem Tod im Jahre 1865 erbten seine fünf Söhne das Unternehmen. Während John und David Ballantyne die Walkerburn Mills fortführten, bauten George, James und Henry Ballantyne jr. einen neuen Betrieb in Innerleithen auf. Während John und David Ballantyne 1868 den schottischen Architekten Frederick Thomas Pilkington mit der Errichtung von Stoneyhill House beziehungsweise Sunnybrae House beauftragten, entwarf Pilkington für George Ballantyne The Kirna.

## Beschreibung
Die zweistöckige Villa liegt am Westrand von Walkerburn auf einem terrassierten Grundstück oberhalb der A72. Damit liegt sie abseits der Anwesen der Brüder Ballantynes. Stilistisch ist das neogotische Gebäude angelehnt an die Entwürfe John Ruskins. Das Mauerwerk besteht aus grob behauenem Bruchstein der zu einem Schichtenmauerwerk verbaut wurde. Farblich setzen sich die hellen Natursteindetails aus Sandstein von dem dunklen Mauerwerk ab. Ebenfalls aus Sandstein bestehen die Seil- und Rundstabornamente. Gurtgesimse gliedern die Fassaden horizontal. An der Südostkante der asymmetrisch aufgebauten Villa tritt ein Turm heraus, an dessen Fuß sich das Eingangsportal befindet.